# Mount McArthur, British Columbia
Mount McArthur är ett berg i Kanada.   Det ligger i provinsen British Columbia, i den centrala delen av landet, 3 000 km väster om huvudstaden Ottawa. Toppen på Mount McArthur är 3 021 meter över havet.
Terrängen runt Mount McArthur är bergig åt sydost, men åt nordväst är den kuperad.Trakten runt Mount McArthur är nära nog obefolkad, med mindre än två invånare per kvadratkilometer.. Det finns inga samhällen i närheten. 
Trakten runt Mount McArthur består i huvudsak av gräsmarker.